# موپد
موپد (به انگلیسی: MuPAD) یک محیط گرافیکی در نرم‌افزار متلب است که کلیه عملیات ریاضیاتی و محاسباتی را می‌توان به راحتی در آن انجام داد. در این محیط گرافیکی به خوبی می‌توان از دستورهای نرم‌افزار متلب استفاده کرد و خروجی را به صورت عددی نمایش داد یا به شکل گرافیکی رسم کرد. هندسه سه بعدی و نیز حل دستگاه‌های معادلات دیفرانسیلی با روشهای غیر عددی نیز در این نرم‌افزار امکان‌پذیر می‌باشد.

## نحوه دستیابی به محیط MuPAD
برای دستیابی به محیط MuPAD کافی است در پنجره command نرم‌افزار متلب کلمه MuPAD را تایپ کرد. با اجرای این دستور پنجره‌ای ظاهر می‌شود که برای اجرای توابع مختلف ریاضی و رسم نمودارهای مختلف باید دستورهای خود را در محیط مناسب نوشت و می‌توان از نمادها و توابع آماده نشان داده شده در قسمت راست محیط MuPAD نیز کمک گرفت.